# Bussy-Chardonney
Pour les articles homonymes, voir Bussy.
Bussy-Chardonney est une ancienne commune suisse et une localité de la commune de Hautemorges, dans le canton de Vaud, située dans le district de Morges.

## Histoire
En 2018, Bussy-Chardonney et cinq autres communes de la région ont voté favorablement à une fusion de communes afin de créer la future commune de Hautemorges. Elle entre en vigueur le 1er juillet 2021.

## Population

### Surnom
Les habitants de la commune sont surnommés les Rogneux.

### Démographie
La commune compte 285 habitants en 1990, 337 en 2000, 379 en 2010 et 404 en 2020.

## Monuments
- Le château